# Global Forum for Media Development
 (juin 2024).
GFMD (Global Forum for Media development), le forum mondial pour l'expansion des medias, est une association internationale d'organisations liées à la presse. Il se compose d'un comité de direction regroupant 20 organisations.
Il a été fondé en octobre 2004 à Bangkok lors d'une rencontre des membres fondateurs 
L'objectif de GFMD est de soutenir le développement de médias indépendants à l'échelle mondiale. Les membres de GFMD partagent leurs expériences et leurs informations avec tout le secteur de l'aide aux médias. 
Il s'agit également de partager leurs meilleures pratiques en matière de formation des journalistes, de soutien aux stations de radiodiffusion, aux journaux et aux magazines, en ce qui concerne également le travail en faveur de politiques ouvertes et accessibles relatives à l'Internet et aux télécommunications, et de réformes des lois sur les médias. 
Le GFMD entend aussi établir des normes dans des domaines comme la surveillance et l'évaluation, afin de guider dans leur travail les organisations d'aide aux médias.